# Cezary Beker
Cezary Andrzej Beker (ur. 20 maja 1964 w Dzierżoniowie) – polski leśnik, doktor habilitowany nauk rolniczych, profesor na Uniwersytecie Przyrodniczym w Poznaniu, specjalista od dendrometrii oraz nauki o produkcyjności lasu.

## Kariera naukowa
W 1989 roku na Uniwersytecie Przyrodniczym w Poznaniu uzyskał tytuł magistra inżyniera. W 1990 roku został zatrudniony na tejże uczelni, a w 1997 roku na jej Wydziale Leśnym uzyskał stopień doktora nauk rolniczych w zakresie leśnictwa na podstawie rozprawy pt. Dendrometryczna charakterystyka wybranych drzewostanów sosnowych znajdujących się pod wpływem imisji przemysłowych, której promotorem był Jan Meixner. W 2010 roku ten sam wydział nadał mu stopień doktora habilitowanego nauk rolniczych w dyscyplinie leśnictwa na podstawie pracy pt. Stan zdrowotny, struktura i przyrost niepielęgnowanych drzewostanów sosonowych.